# توماس ميلر (ملحن)
توماس ميلر (بالإنجليزية: Thomas Miller)‏ هو كاتب أغاني ومغني وملحن أمريكي، ولد في 27 سبتمبر 1970 في تشارلستون في الولايات المتحدة.